# Jakob Kratzer
Jakob Kratzer (* 4. November 1892 in Penzberg; † 8. Dezember 1974 in München) war ein deutscher Jurist. Er war von 1954 bis zu seinem Eintritt in den Ruhestand 1957 Präsident des Bayerischen Verwaltungsgerichtshofes.

## Leben
Nach Ablegen der zweiten juristischen Staatsprüfung trat Kratzer 1922 in den Staatsdienst des Freistaats Bayern ein. 1922 wurde Kratzer an der LMU mit einer Arbeit über Das Bauwerk im neuen Erbbaurecht zum Dr. iur. promoviert. Von 1930 bis 1945 war er im bayerischen Staatsministerium für Unterricht und Kultus beschäftigt, seit 1943 im Rang eines Regierungsdirektors. 1937 trat er in die NSDAP ein. 1945 wurde er auf Weisung der US-amerikanischen Militärregierung aus seinem Amt entlassen. 1948 erfolgte die Wiedereinstellung im Wirtschaftsministerium und 1949 die Beförderung zum Ministerialrat. 1950 wurde er zum Bundesinnenministerium abgeordnet. 1952 wurde er zum Generalstaatsanwalt ernannt. Vom 1. Juli 1954 bis zu seinem Eintritt in den Ruhestand am 30. November 1957 war er Präsident des Bayerischen Verwaltungsgerichtshofes. Von 1954 bis 1955 war er Mitglied des Sachverständigen-Ausschusses für die Neugliederung des Bundesgebietes (Luther-Ausschuss). Ebenso war er Mitglied in der „Arbeitsgemeinschaft für Staatsvereinfachung in Bayern“ (Kollmann-Ausschuss). Außerdem war er Mitherausgeber der Bayerischen Verwaltungsblätter. Kratzer war römisch-katholisch.

## Veröffentlichungen
- Jakob Kratzer (Hrsg.): Die Verfassungsurkunde des Freistaates Bayern vom 14. August 1919: Mit den einschlägigen Gesetzen, dem Konkordat und den Verträgen mit den evangelischen Kirchen, München: J. Schweitzer Verl., 1925.
- Jakob Kratzer: Das nichtstaatliche Erziehungs- und Unterrichtswesen in Bayern, München: C. H. Beck, 1933.
- Jakob Kratzer: Die bayerischen Volksschulgesetze, München: C. H. Beck, 1939.
- Jakob Kratzer: Zur Geschichte des Bayerischen Verwaltungsgerichtshofs, in: Bayerische Verwaltungsblätter, N.F. 4 (1959), S. 298–303.